# 布里维奥
布里维奥（義大利語：Brivio），是意大利莱科省的一个市镇。总面积7.92平方公里，人口4756人，人口密度600.5人/平方公里（2009年）。国家统计（ISTAT）代码为097010。

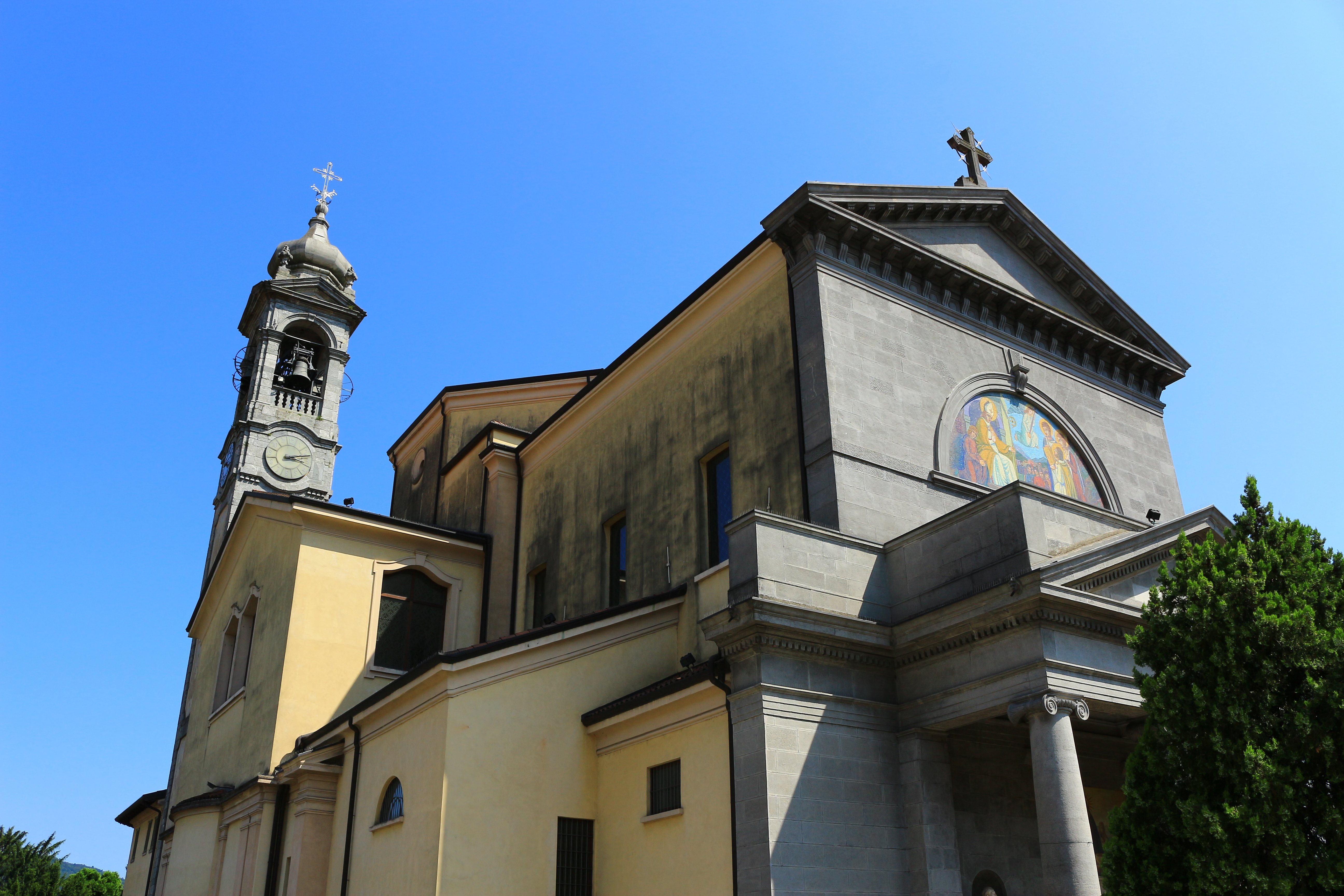
教会

## 名字的由来
该地名源于凯尔特语Briva，意为“通道” 或“桥梁”。